# Rita Orlandi Malaspina
Rita Orlandi Malaspina, nom artístic de Rita Orlandi (Bolonya, Itàlia, 28 de desembre de 1937 – San Donato Milanese, 8 d'abril de 2017), fou una soprano operística italiana.
Va estar casada amb el baix italià Massimiliano Malaspina, que també va tenir una important carrera d'òpera. Fins a casar-se, el seu nom artístic era Rita Orlandi.

## Biografia
Va començar a estudiar cant el 1955 amb el mestre Giuseppe Marchesi i tres anys més tard va marxar a Como a estudiar perfeccionament durant tres anys, amb Carmen Melis (aleshores ja professora de Renata Tebaldi). El juny de 1961 va guanyar el primer premi absolut al primer "Concurs internacional per a veus verdianes" de Busseto. Al setembre del mateix any, com a guanyadora del concurs As.Li.Co de Milà, va debutar amb èxit al Teatre Nouvo de la ciutat, participant en l'òpera Suor Angelica, de Puccini.
Després de dos anys més d'estudis, el setembre de 1963 es va presentar al Teatre Nouvo de Milà i obtingué un gran èxit amb Giovanna d'Arco, de Verdi, un triomf que la va consagrar com una autèntica cantant verdiana. Es va exhibir successivament en diversos teatres italians, entre els quals La Scala de Milà, on cantaria amb regularitat al llarg del següent decenni, principalment en obres de Verdi, com ara Aida, Il trovatore, Un ballo in maschera, Attila, La forza del destino i Ernani. A Itàlia també va cantar al Teatre de l'Òpera de Roma, a Nàpols, Torí, Palerm, Gènova i Verona.
Va dur a terme també una notable carrera internacional, amb actuacions, entre d'altres, a la Royal Opera House de Londres, a Viena, París i Barcelona. El 1968 va debutar al Metropolitan Opera (MET) de Nova York amb Simon Boccanegra, de Verdi. Més de deu anys després va tornar al MET els anys 1979 i 1980, amb Aida. Al continent americà va cantar a més a Filadèlfia, Mont-real i Buenos Aires.
Al Gran Teatre del Liceu de Barcelona va actuar diverses vegades, entre altres: en la Temporada 1968-1969 amb l'òpera Un ballo in maschera, amb Carlo Bergonzi i Manuel Ausensi; en la Temporada 1976-1977 amb Nabucco, amb Montserrat Aparici; en la Temporada 1978-1979 amb I due Foscari, amb Vicenç Sardinero i Pedro Lavirgen, La Gioconda amb Bruna Baglione, Ivo Vinco i Montserrat Aparici.
Altres títols importats del seu repertori van ser: de Verdi, Don Carlos, Otello, Nabucco, Luisa Miller i I vespri siciliani; de Puccini, Tosca i Suor Angelica; d'Umberto Giordano, Andrea Chénier i de Wagner, Lohengrin.
Després de retirar-se dels escenaris es va dedicar a l'ensenyament i va treballar com a docent als conservatoris de Verona, Alessandria, Novara i Milà.

## Discografia
- Mefistofele (Elena), en directe Rio de Janeiro 1964, amb Cesare Siepi, Flaviano Labò, Magda Olivero, dir. Francesco Molinari Pradelli - ed. House of Opera
- Ernani, en directe Venècia 1967, amb Mario Del Monaco, Mario Zanasi, Raffaele Arié, dir. Nino Sanzogno - ed. Mondo Musica
- Il trovatore, en directe Filadèlfia 1967, amb Luigi Ottolini, Licinio Montefusco, Irene Kramarich, dir. Carlo Moresco - ed. Charles Handelman
- Simon Boccanegra, en directe Met 1968, amb Cornell MacNeil, Nicolai Ghiaurov, Richard Tucker, Sherrill Milnes, dir. Francesco Molinari Pradelli - ed. Opera Lovers
- Don Carlos, en directe La Scala 1968, amb Bruno Prevedi, Nicolai Ghiaurov, Piero Cappuccilli, Fiorenza Cossotto, Martti Talvela, dir. Claudio Abbado ed. Melodram/Cetra/Opera D'Oro
- Don Carlos, en directe Bolonya 1969, amb Bruno Prevedi, Ruggero Raimondi, Mario Zanasi, Franca Mattiucci, dir. Francesco Molinari Pradelli - ed. Premiere Opera
- Don Carlo, en directe La Scala 1970, amb Plácido Domingo, Nicolai Ghiaurov, Piero Cappuccilli, Shirley Verrett, dir. Claudio Abbado - ed. Arkadia/House of Opera
- La forza del destino, en directe Genova 1970, amb Carlo Bergonzi, Piero Cappuccilli, Bonaldo Giaiotti, dir. Paolo Peloso - ed. Lyric Distribution
- Don Carlo, en directe Buenos Aires 1971, amb Pedro Lavirgen, Nicolai Ghiaurov, Piero Cappuccilli, Mirella Parutto, dir. Gianandrea Gavazzeni - ed. Opera Lovers
- I masnadieri, en directe Torí-RAI 1971, amb Gastone Limarilli, Mario Petri, Bonaldo Giaiotti, dir. Franco Mannino - ed. Opera Lovers
- Un ballo in maschera, en directe Venècia 1971, amb Carlo Bergonzi, Lorenzo Saccomani, Adriana Lazzarini, dir. Nino Sanzogno - ed. Mondo Musica/House of Opera
- Un ballo in maschera, en directe Verona 1972, amb Luciano Pavarotti, Mario Zanasi, Adriana Lazzarini, dir. Francesco Molinari Pradelli - ed. Bongiovanni
- La battaglia di Legnano, en directe Milà-RAI 1973, amb Gianfranco Cecchele, Mario Sereni, Mario Rinaudo, dir. Maurizio Rinaldi - ed. Opera Lovers
- Attila, en directe La Scala 1975, amb Nicolai Ghiaurov, Piero Cappuccilli, Veriano Luchetti, dir. Giuseppe Patanè - ed. Bongiovanni/Myto
- I due Foscari, en directe Gran Teatre del Liceu de Barcelona 1977, amb Vicenç Sardinero, Pedro Lavirgen, dir. Francesco Molinari Pradelli - ed. Opera Lovers